# Perilitus longicornis
Perilitus longicornis är en stekelart som först beskrevs av Chen och Van Achterberg 1997.  Perilitus longicornis ingår i släktet Perilitus och familjen bracksteklar. Inga underarter finns listade i Catalogue of Life.